# Cyrtodactylus bugiamapensis
Espèce
Cyrtodactylus bugiamapensis est une espèce de geckos de la famille des Gekkonidae.

## Répartition
Cette espèce est endémique de la province de Bình Phước au Viêt Nam.

## Étymologie
Son nom d'espèce, composé de bugiamap et du suffixe latin -ensis, « qui vit dans, qui habite », lui a été donné en référence au lieu de sa découverte : le parc national de Bu Gia Map.

## Publication originale
- Nazarov, Poyarkov, Orlov, Phung, Nguyen, Hoang & Ziegler, 2012 : Two new cryptic species of the Cyrtodactylus irregularis complex (Squamata: Gekkonidae) from southern Vietnam. Zootaxa, n. 3302, p. 1–24.